# Tattybübü Tursunbajewa
Tattybübü Tursunbajewa (ros.: Таттыбюбю Турсунбаева; kirg. Таттыбүбү Турсунбаева; ur. 12 lipca 1944, zm. 21 grudnia 1981) – kirgiska aktorka teatralna i filmowa, uhonorowana tytułem Zasłużonej Artystki Kirgiskiej SRR.

## Życiorys
Urodziła się w chłopskiej rodzinie. W 1966 roku ukończyła studia na Wydziale Aktorskim Taszkenckego Instytutu Teatralnego im. Aleksandra Ostrowskiego i została przyjęta do Kirgiskiego Państwowego Akademickiego Teatru Dramatycznego. Zagrała szereg ról głównych w filmach produkcji radzieckiej. Była członkinią Związku Kinematografistów ZSRR. Piękna i ładnie zbudowana, aktorka zostawiła po sobie całą epokę w kinematografii kirgiskiej.

## Wybrana filmografia
- 1972: Pokłoń się ogniowi jako Urkuja Salijewa(inne języki) (reż. Töłömusz Okiejew)
- 1975: Czerwone jabłko jako nieznajoma